# 早稲田の杜
早稲田の杜（わせだのもり）は、埼玉県本庄市の町名。現行行政地名は早稲田の杜一丁目から五丁目。郵便番号は367-0030。

## 地理
本庄市の中央部に位置する。上越新幹線・北陸新幹線の本庄早稲田駅周辺に広がる地域で、本庄早稲田駅周辺土地区画整理事業によって整備された（本庄早稲田の杜も参照）。早稲田大学本庄キャンパス（早稲田大学本庄高等学院）が地名や駅名の由来となっている（なお住居表示区域からははずれている）。地区内には男堀川が流れる。

## 沿革
- 2013年（平成25年）11月5日 - 第8次住居表示実施により、本庄早稲田駅周辺土地区画整理事業域内の大字北堀の一部、栗崎の一部、東富田の一部、西富田の一部（66.9 ha）から 早稲田の杜一丁目〜早稲田の杜五丁目が成立[4]。

## 世帯数と人口
2017年（平成29年）10月1日現在の世帯数と人口は以下の通りである。
| 丁目                     | 世帯数  | 人口    |
| ------------------------ | ------- | ------- |
| 早稲田の杜一丁目〜三丁目 | 104世帯 | 298人   |
| 早稲田の杜四丁目         | 142世帯 | 373人   |
| 早稲田の杜五丁目         | 192世帯 | 331人   |
| 計                       | 438世帯 | 1,002人 |

## 小・中学校の学区
市立小・中学校に通う場合、学区は以下の通りとなる。
| 丁目             | 番地   | 小学校             | 中学校               |
| ---------------- | ------ | ------------------ | -------------------- |
| 早稲田の杜一丁目 | 一部   | 本庄市立中央小学校 | 本庄市立本庄南中学校 |
| 早稲田の杜一丁目 | その他 | 本庄市立北泉小学校 | 本庄市立本庄南中学校 |
| 早稲田の杜二丁目 | 全域   | 本庄市立北泉小学校 | 本庄市立本庄南中学校 |
| 早稲田の杜三丁目 | 全域   | 本庄市立北泉小学校 | 本庄市立本庄南中学校 |
| 早稲田の杜四丁目 | 全域   | 本庄市立北泉小学校 | 本庄市立本庄南中学校 |
| 早稲田の杜五丁目 | 全域   | 本庄市立北泉小学校 | 本庄市立本庄南中学校 |

## 交通

### 鉄道
- 本庄早稲田駅

また、北に本庄駅がある。

### 道路
- 埼玉県道86号花園本庄線

### 路線バス
- はにぽんシャトル
- 県北都市間路線代替バス（武蔵観光バス）

## 施設
- カインズ本社
- ベイシアゲート本庄早稲田 - 2013年6月28日開業（プレオープンは前日）。事業中は「本庄早稲田モール」の仮称が与えられていた[6]
- 埼玉ひびきの農業協同組合本店
- マリーゴールドの丘公園
- 武蔵本庄市新本庄早稲田駅前溜池公園